# Aleen Leslie
Aleen Leslie, de soltera Wetstein (Pittsburgh, 5 de febrero de 1908 - Beverly Hills, 2 de febrero de 2010) fue una guionista, dramaturga y novelista estadounidense. Falleció a los 101 años, siendo en ese momento la miembro de mayor edad del Writers Guild of American-West. Leslie es especialmente conocida por crear la franquicia A Date with Judy una serie popular de mediados del siglo XX que abarcó radio, televisión y cine. Leslie también fue la autora de las novelas The Scent of the Roses y The Windfall, y escribió varias obras de teatro para el Pasadena Playhouse.

## Trayectoria
Aleen Wetstein nació en Pittsburgh, Pensilvania, hija de Eugenie Mandel y Nathaniel Wetstein. Comenzó sus estudios en la Universidad Estatal de Ohio, pero los abandonó durante la Gran Depresión. Tras convertirse en secretaria de la Association Against the Prohibition Amendment (Asociación Contra la Enmienda de la Prohibición), comenzó a escribir una columna semanal llamada "One Girl Chorus" para The Pittsburgh Press. Esta columna fue adaptada por Wetstein y Jerome Lawrence como una comedia radiofónica doméstica titulada A Date with Judy, que ella adaptó y explotó en todas las formas de entretenimiento posibles en la época, incluido el teatro, el cine, la televisión y los cómics.
Wetstein se mudó definitivamente a Hollywood a finales de la década de 1930, y en 1938 ya había conseguido un trabajo en Columbia Pictures. Su primer trabajo en la pantalla fue un cortometraje de comedia de Charley Chase, The Nightshirt Bandit (1938). Entre 1938 y 1941 escribió historias y guiones para películas de Columbia, y tras un tiempo fuera, regresó brevemente al estudio en 1949.
Se casó con Jacques Leslie y en 1941 comenzó a utilizar su nombre de casada en los guiones. El éxito de A Date with Judy, le permitió labrarse una carrera como guionista de entretenimiento para adolescentes como Henry Aldrich Gets Glamour y Father Was a Fullback. En 1938 había presentado una historia a Universal Pictures como posible proyecto para Deanna Durbin; fue aceptada pero archivada, y finalmente fue filmada en 1942 como un proyecto para Gloria Jean, It Comes Up Love (estrenada en 1943).
Su último crédito en pantalla fue Pardon My Nightshirt (1956), un corto de Andy Clyde basado en el guion de 1938 The Nightshirt Bandit firmado por Aleen Wetstein; no participó en la reescritura y fue acreditada por la historia original como Aleen Leslie.

## Filmografía seleccionada
- The Nightshirt Bandit (short, 1938)
- The Doctor Takes a Wife (1940)
- Affectionately Yours (1941)
- The Stork Pays Off (1941)
- It Comes Up Love (1943)
- Henry Aldrich Gets Glamour (1943)
- Henry Aldrich Plays Cupid (1944)
- Henry Aldrich's Little Secret (1944)
- Rosie the Riveter (1944)
- A Date with Judy (1948)
- Father Was a Fullback (1949)
- Father Is a Bachelor (1950)
- The Living North (1956)
- Pardon My Nightshirt (short, 1956)